# جرگیز ژامهاریان
جرگیز خاچیکی ژامهاریان (ارمنی: Ջերգիզ Խաչիկի Ժամհարյան؛ زاده ۷ سپتامبر ۱۹۰۳ – درگذشته ۲۲ سپتامبر ۱۹۸۴) یک کارگردان فیلم و فیلم‌نامه‌نویس اهل ارمنستان بود.

## زندگی‌نامه
وی در ۷ سپتامبر ۱۹۰۳ در باغیش به دنیا آمد و از دانشگاه دولتی ایروان (۱۹۲۵) و مؤسسه سینمایی گراسیموف (۱۹۳۰) فارغ‌التحصیل گشت. وی برنده جوایزی همچون هنرمند شایسته ارمنستان شوروی شده‌است. وی در ۲۲ سپتامبر ۱۹۸۴ در سن ۸۱ سالگی در ایروان درگذشت.